# (2912) Lapalma
(2912) Lapalma (1942 DM) – planetoida z pasa głównego asteroid okrążająca Słońce w ciągu 3,47 lat w średniej odległości 2,29 j.a. Odkryta 18 lutego 1942 roku.